# Petorca
Petorca é uma comuna da província de Petorca, localizada na Região de Valparaíso, Chile. Possui uma área de 1.516,6 km² e uma população de 9.440 habitantes (2002).